# 格連·梅利
格連·梅利（英語：Glenn Murray，1983年9月25日—）是一名英格蘭職業足球員，司職前鋒，早年在低組別球隊打滾，曾效力英超球會水晶宮。

## 生平

### 球會
早年
格連·梅利生於英格蘭西北部坎布里亞郡的民政教區玛丽波特（Maryport），於奈德豪學校（Netherhall School）畢業後，他首先在家鄉的非聯賽球隊沃金顿（Workington Reds）展開足球事業，效力兩年間上陣57場及射入36球。2004年格連·梅利橫渡大西洋前赴美國加盟威爾明頓雙髻鯊（Wilmington Hammerheads），他在這支北卡罗来纳州球隊逗留了一季，上陣14場及射入3球。他返回英格蘭先後加盟兩支坎布里亞郡的球隊，效力巴羅期間上陣9場射入9球；他其後轉投當時處身議會全國聯賽的卡素爾，首先協助球隊於2004/05年球季以第3位資格晉級附加賽，準決賽兩回合累計2-2賽和艾迪索特，憑互射十二碼5-4力克對手晉級決賽，決賽1-0擊敗史提芬納治取得升班英乙最後一張入場劵。翌季再贏得聯賽冠軍連續兩年升班至英甲。
在卡素爾主要擔任板凳球員的格連·梅利於2006/07年球季季初獲外借到英乙球會史托港汲取上陣經驗，初步為期1個月，如表現滿意，可延長至3個月。格連·梅利獲派於史托港每場賽事上陣，在對阿克寧頓取得1個入球，於8月31日獲延長借用4星期，但卡素爾加入24小時召回條款。格連·梅利於主場2-1擊敗布里斯托流浪包辦兩個入球，但由於卡素爾正前鋒卡尔·霍雷（Karl Hawley）肋骨骨折須要養傷5星期，格連·梅利於10月初被召返回卡素爾，期間合共上陣11場及射入3球。
羅奇代爾
返回卡素爾後，格連·梅利只在1場聯賽及1場盃賽上陣，於10月尾再被外借到英乙球會羅奇代爾，為期至翌年1月。加盟翌日首次上陣作客1-7慘敗於林肯城腳下；直到11月18日對班列特才取得首個入球，但羅奇代爾仍以2-3落敗而回。踏入聖誕新年的緊密賽程，格連·梅利連續3仗取得入球，協助球隊取得兩勝一和佳績。於上陣15場及射入4球後，羅奇代爾於2007年1月正式買斷格連·梅利，簽約兩年半，轉會費金額沒有透露。格連·梅利下半季的入球大爆發，轟入12球，更於球季最後4仗取得5球，協助羅奇代爾取得第9位結束球季。
翌季格連·梅利繼續保持佳態，上半季在各項賽事上陣27場射入10球，更在聖誕新年期間連續5仗取得入球，獲得4勝1和的優異成績。正式效力的一年期間，在聯賽上陣42場射入21球，平均每上陣兩場即射入1球。
白禮頓
格連·梅利驚人的入球率吸引英甲球會白禮頓的注意，於2008年1月25日付出30萬英鎊羅致格連·梅利，簽約三年半，是白禮頓25年來最高身價的球員。1月29日作客0-1負於諾咸頓以後補身份首次登場；下場賽事返回主場韋思丹運動場（Withdean Stadium）對克魯正選上陣，格連·梅利梅開二度協助球隊大勝3-0。他其後再在車頓咸和奧咸身上各取1球，整個2月份上陣5場射入4球，獲選「英甲每月最佳球員」。加盟的首半個球季格連·梅利上21場及射入9球，但白禮頓僅取得第7位而失落附加賽參賽資格。
2008/09年球季格連·梅利飽受傷患困擾，開季不久便因大腿受傷而預計須要缺陣兩星期，但因護級形勢吃緊而要負傷繼續參賽，結果加重傷勢而需要進行雙層網膜疝氣（double hernia）修補手術。他整季只有28場上陣記錄，但仍有12個入球斬獲。翌季格連·梅利上陣37場及射入14球，其中有6球在韋甘比身上取得，先在英格蘭足總盃作客賽和4-4，他個人梅開二度；其後於聯賽同樣作客大勝5-2更轟入4球。
2010/11年球季是格連·梅利足球事業的一個高峰，於上陣50場射入22球，僅次於而成為英甲的次席射手。而白禮頓在古斯塔沃·普耶領導下贏得聯賽冠軍升班英冠。於季後約滿的格連·梅利在季中曾表示會續約留隊，而2010年3月時領隊普耶透露格連·梅利接近簽署新約，但續約談判逐漸進入死胡同。2011年5月20日格連·梅利宣佈拒絕白禮頓提供的新約離隊，效力期間上陣136場及射入56球。
水晶宮
2011年5月24日格連·梅利以自由身投效英冠球會水晶宮，雙方簽署三年合約。2011年8月6日聯賽揭幕戰作客1-2負於彼德堡首次披甲登場；8月27日主場對黑池，格連·梅利下半場70分鐘入替，隨即射入扳平1-1取得加盟後的首球。9月27日作客倒戈對白禮頓，格連·梅利射入成3-1鎖定勝局。加盟首季格連·梅利上陣43場射入7球，其中最重要的一球是於11月30日在英格蘭聯賽盃半準決賽作客奧脫福球場對曼聯，在加時射入奠勝球以2-1將去屆英超盟主淘汰出局。
2012/13年球季格連·梅利入球大爆發，於2012年9月1日主場2-1擊敗錫周三包辦兩個入球後，他的入球不斷。9月22日主場3-2反勝卡迪夫城，格連·梅利下半場相隔20分鐘內演出帽子戲法。9月份格連·梅利5戰射入6球，其中4球為十二碼，獲選「英冠每月最隹球員」。11月6日水晶宮在新帥上任的首場賽事，主場5-0大勝葉士域治，格連·梅利雖然射失一球十二碼，仍然再次演出帽子戲法。12月1日格連·梅利再在舊東家白禮頓身上梅開二度，主場3-0高奏凱歌，更將水晶宮推上聯賽榜首。直至2012年12月底格連·梅利於上陣22場射入22球，是英格蘭四個頂級聯賽入球取多的球員。

## 榮譽
卡素爾
- 英格蘭足球議會全國聯賽附加賽冠軍：2004/05年；
- 英格蘭足球乙級聯賽冠軍：2005/06年；

白禮頓
- 英格蘭足球甲級聯賽冠軍：2010/11年年；

個人
- 英甲每月最佳球員：2008年2月；
- 英冠每月最佳球員：2012年9月；

## 外部連結
- Glenn Murray player profile at seagulls.co.uk
- Glenn Murray player profile at rochdaleafc.co.uk
- Glenn Murray player profile at carlisleunited.co.uk
- 足球数据库：格連·梅利的球员统计数据
- Soccerway profile （页面存档备份，存于）